# قاباق‌تپه
قاباق‌تپه (ترکی آذربایجانی: Kabagtepe) یک منطقهٔ مسکونی در جمهوری آرتساخ است که در استان کاشاتاق واقع شده‌است.